# Chlorochaeta albicatena
Chlorochaeta albicatena là một loài bướm đêm trong họ Geometridae.